# 東光院 (川崎市)
東光院（とうこういん）は、神奈川県川崎市麻生区に所在する真言宗系の単立寺院。

## 歴史
奈良時代、行基によって開山されたといわれているが、真偽は定かではない。『新編武蔵風土記稿』によれば、天正年間（1573年 - 1593年）の時点で、歴代住職は11代に及ぶとなっており、奈良期の創建かはともかく、それなりの古刹であることが推測される。
寺宝として、「木造兜跋毘沙門天立像」がある。兜跋毘沙門天は地天の両手の上に立つ特殊な毘沙門天であり、関東地方では、他に同県南足柄市の朝日観音堂にしか現存していない珍しいものである。

## 文化財
- 木造兜跋毘沙門天立像（川崎市重要歴史記念物 昭和49年2月19日指定）[4]

## 交通アクセス
- 鶴川駅より約徒歩12分。

## ギャラリー
- 本堂
- 本堂山門